# Recupel
Recupel is een vzw die de inzameling en verwerking van afgedankte elektro-apparaten organiseert in België.
De vereniging werd in het leven geroepen ter ondersteuning van de aanvaardingsplicht: wetgeving die bepaalt dat elke handelaar die een elektr(on)isch apparaat op de Belgische markt brengt ook de inzameling en de verwerking van de afgedankte toestellen op zich moet nemen. Recupel werkt daarom nauw samen met onder andere handelaars, gemeenten en kringwinkels voor het transport en de ecologische verwerking van de afgedankte apparaten. Haar activiteiten worden gefinancierd door een Recupel-bijdrage die klanten betalen bij aankoop van een nieuw toestel.
In 2013 zamelde Recupel bijna 116.000 ton aan oude huishoudapparaten in, een stijging met 3,25% tegenover het jaar daarvoor.

## Europese doelen
Volgens de Europese Unie zullen de lidstaten tegen 2019 jaarlijks 20 kilogram per persoon moeten inzamelen, momenteel (2013)  is dat minimum 4 kg. In België wordt per inwoner reeds meer dan tien kilogram ingezameld. In totaal wordt 47% van alle afgedankte huishoudapparaten behandeld door Recupel. Nog eens 23% wordt wel geïdentificeerd, maar volgt een andere weg (bv. vuilniscomprimeerder, export of meegegeven via huishoudelijk afval). De resterende 75.000 ton afval ontsnapt aan een gepaste behandeling.